# Halowe Mistrzostwa Świata w Lekkoatletyce 2003 – skok wzwyż mężczyzn
Skok wzwyż mężczyzn – jedna z konkurencji rozgrywanych podczas halowych mistrzostw świata w lekkoatletyce w 2003. Kwalifikacje odbyły się 14 marca, a finał został rozegrany 15 marca.
Do kwalifikacji zgłoszonych zostało 16 zawodników z 12 państw.
Zawody w tej konkurencji wygrał reprezentant Szwecji Stefan Holm. Drugą pozycję zajął zawodnik z Rosji Jarosław Rybakow, trzecią zaś reprezentujący Białoruś Hienadzij Maroz.

## Wyniki

### Kwalifikacje
Źródło: 
Grupa A
| Miejsce | Zawodnik          | Państwo           | Wysokość (m) | Wysokość (m) | Wysokość (m) | Wysokość (m) | Wynik | Uwagi |
| Miejsce | Zawodnik          | Państwo           | 2,20         | 2,25         | 2,27         | 2,29         | Wynik | Uwagi |
| ------- | ----------------- | ----------------- | ------------ | ------------ | ------------ | ------------ | ----- | ----- |
| 1.      | Hienadzij Maroz   | Białoruś          | O            | O            | O            | XO           | 2,29  |       |
| 2.      | Tomáš Janků       | Czechy            | O            | O            | XXX          | –            | 2,25  |       |
| 3.      | Andrea Bettinelli | Włochy            | O            | XXO          | XXX          | –            | 2,25  |       |
| 4.      | Dalton Grant      | Wielka Brytania   | XO           | XXX          | –            | –            | 2,20  |       |
| 4.      | Tora Harris       | Stany Zjednoczone | XO           | XX-          | X            | –            | 2,20  |       |
| 4.      | Michaił Cwietkow  | Rosja             | XO           | XXX          | –            | –            | 2,20  |       |
| –       | Ștefan Vasilache  | Rumunia           | O            | XXX          | –            | –            | DSQ   |       |
| –       | Germaine Mason    | Jamajka           | XXX          | –            | –            | –            | NM    |       |

Grupa B
| Miejsce | Zawodnik           | Państwo             | Wysokość (m) | Wysokość (m) | Wysokość (m) | Wynik | Uwagi |
| Miejsce | Zawodnik           | Państwo             | 2,20         | 2,25         | 2,27         | Wynik | Uwagi |
| ------- | ------------------ | ------------------- | ------------ | ------------ | ------------ | ----- | ----- |
| 1.      | Dragutin Topić     | Serbia i Czarnogóra | XO           | O            | XO           | 2,27  |       |
| 2.      | Mark Boswell       | Kanada              | O            | O            | –            | 2,25  |       |
| 2.      | Jaroslav Bába      | Czechy              | O            | O            | –            | 2,25  |       |
| 2.      | Andrij Sokołowśkyj | Ukraina             | O            | O            | –            | 2,25  |       |
| 2.      | Charles Austin     | Stany Zjednoczone   | O            | O            | –            | 2,25  |       |
| 2.      | Stefan Holm        | Szwecja             | O            | O            | –            | 2,25  |       |
| 2.      | Jarosław Rybakow   | Rosja               | O            | O            | –            | 2,25  |       |
| 2.      | Staffan Strand     | Szwecja             | O            | O            | –            | 2,25  |       |

### Finał
Źródło: 
| Miejsce | Zawodnik           | Państwo             | Wysokość (m) | Wysokość (m) | Wysokość (m) | Wysokość (m) | Wysokość (m) | Wysokość (m) | Wysokość (m) | Wynik | Uwagi |
| Miejsce | Zawodnik           | Państwo             | 2,20         | 2,25         | 2,30         | 2,33         | 2,35         | 2,37         | 2,40         | Wynik | Uwagi |
| ------- | ------------------ | ------------------- | ------------ | ------------ | ------------ | ------------ | ------------ | ------------ | ------------ | ----- | ----- |
| 01 !    | Stefan Holm        | Szwecja             | O            | O            | O            | XXO          | XO           | XX-          | X            | 2,35  |       |
| 02 !    | Jarosław Rybakow   | Rosja               | O            | O            | XXO          | XXO          | X-           | XX           | –            | 2,33  |       |
| 03 !    | Hienadzij Maroz    | Białoruś            | O            | XO           | XO           | XXX          | –            | –            | –            | 2,30  | PB    |
| 4.      | Dragutin Topić     | Serbia i Czarnogóra | –            | O            | XXO          | XX-          | X            | –            | –            | 2,30  |       |
| 5.      | Mark Boswell       | Kanada              | O            | O            | XXX          | –            | –            | –            | –            | 2,25  |       |
| 6.      | Tomáš Janků        | Czechy              | XO           | O            | XXX          | –            | –            | –            | –            | 2,25  |       |
| 7.      | Staffan Strand     | Szwecja             | O            | XO           | XXX          | –            | –            | –            | –            | 2,25  |       |
| 8.      | Andrij Sokołowśkyj | Ukraina             | XXO          | XO           | XXX          | –            | –            | –            | –            | 2,25  |       |
| 9.      | Jaroslav Bába      | Czechy              | XXO          | XXO          | XXX          | –            | –            | –            | –            | 2,25  |       |
| 10.     | Charles Austin     | Stany Zjednoczone   | O            | XXX          | –            | –            | –            | –            | –            | 2,20  |       |